# Coelurosauravus
Coelurosauravus var ett släkte av diapsider som levde under slutet av perm. Fossil från Coelurosauravus har påträffats på Madagaskar. Den enda kända arten är Coelurosauravus elivensis.
Coelurosauravus blev omkring 40 centimeter lång. Dess revben var utsträckta på vardera sidan av kroppen och täcktes av hud, och gjorde att den kunde glidflyga. En krage bakom huvudet gav den aerodynamisk form. Troligen levde den i skogen, där den gled från träd till träd och livnärde sig på att fånga insekter.